# 长臂天牛属
长臂天牛属（学名：Acrocinus）是天牛科下的一个属。

## 下属物种
本属包括以下物种：
- 长臂天牛 Acrocinus longimanus (Linnaeus, 1758)